# Quận Bayfield, Wisconsin
Quận Bayfield một quận thuộc tiểu bang Wisconsin, Hoa Kỳ. Quận lỵ đóng ở Washburn.6. Theo điều tra dân số năm 2000 của Cục điều tra dân số Hoa Kỳ năm 2000, quận có dân số 15.013 người.
Ban đầu có tên là quận La Pointe, Wisconsin, nhưng đã được đổi tên thành quận Bayfield vào ngày 12/4/1866. 

## Địa lý
Theo Cục điều tra dân số Hoa Kỳ, quận có diện tích 2.042 dặm vuông Anh (5.288,8 km2),  trong đó có 565 dặm vuông Anh (1.463,3 km2)  là diện tích mặt nước.

### Xa lộ
| - U.S. Highway 2 - U.S. Highway 63 - Highway 13 (Wisconsin) | - Highway 27 (Wisconsin) - Highway 118 (Wisconsin) - Highway 137 (Wisconsin) |

### Quận giáp ranh
- Ashland County – đông
- Sawyer County – nam
- Washburn County – tây nam
- Douglas County – tây
- quận Lake, Minnesota – bắc (chỉ giáp mặt nước, ở hồ Superior)

## Thông tin nhân khẩu

Tháp dân số quận Bayfield theo điều tra dân số năm 2000.

Theo điều tra dân số 2 năm 2000, đã có 15.013 người, 6.207 hộ gia đình, và 4.276 gia đình sống trong quận hạt. Mật độ dân số là 10 người trên một dặm vuông (4/km ²). Có 11.640 đơn vị nhà ở mật độ trung bình của 8 trên một dặm vuông (3/km ²). Cơ cấu chủng tộc của quận có 88,46% người da trắng, 0,13% da đen hay Mỹ gốc Phi, 9,39% người Mỹ bản xứ, 0,27% châu Á, Thái Bình Dương 0,01%, 0,26% từ các chủng tộc khác, và 1,49% từ hai hoặc nhiều chủng tộc. 0,61% dân số là người Hispanic hay Latino thuộc một chủng tộc nào. 23,3% là gốc Đức, gốc Na Uy 10,4%, 8,4% gốc Thụy Điển, gốc Ailen 6,1%, 5,9% gốc Ba Lan, gốc Phần Lan 5,7% và 5,0% gốc Anh. 96,8% nói tiếng Anh như ngôn ngữ đầu tiên của họ.
Có 6.207 hộ, trong đó 28,90% có trẻ em dưới 18 tuổi sống chung với họ, 55,90% là đôi vợ chồng sống với nhau, 7,80% có nữ hộ và không có chồng, và 31,10% là các gia đình không. 26,40% hộ gia đình đã được tạo ra từ các cá nhân và 11,50% có người sống một mình 65 tuổi hoặc lớn tuổi hơn là người. Cỡ hộ trung bình là 2,40 và cỡ gia đình trung bình là 2,88.
Trong quận, độ tuổi dân số đã được trải ra với 24,60% dưới độ tuổi 18, 5,30% 18-24, 25,20% 25-44, 28,50% từ 45 đến 64, và 16,40% từ 65 tuổi trở lên đã được những người. Độ tuổi trung bình là 42 năm. Đối với mỗi 100 nữ có 102,20 nam giới. Đối với mỗi 100 nữ 18 tuổi trở lên, đã có 100,70 nam giới.